# Huân chương Chữ thập Tự do
Huân chương Chữ thập Tự do (tiếng Phần Lan: Vapaudenristin ritarikunta, viết tắt: VR, tiếng Thụy Điển: Frihetskorsets orden) là một trong ba loại huân chương của nước Cộng hòa Phần Lan, được đặt ra lần đầu vào ngày 4 tháng 3 năm 1918 theo nghị quyết của Quốc hội Phần Lan. Huân chương được trao tặng từ tháng 3 năm 1918 và tạm thời ngừng trao tặng từ cuối tháng 1 năm 1919 sau khi Quốc hội thành lập và đưa vào sử dụng Huân chương Hoa hồng trắng Phần Lan. Sau khi chiến tranh Liên Xô-Phần Lan nổ ra, Huân chương Chữ thập Tự do tiếp tục được trao tặng.
Huân chương Chữ thập Tự do được chia làm một hạng đặc biệt và bốn hạng thường, bên cạnh đó huân chương này còn được tặng thưởng dưới dạng huy chương. Thân huân chương do họa sĩ Akseli Gallen-Kallela thiết kế.

## Phân hạng

Thân huân chương Chữ thập Tự do hạng ba (VR 3) trên hiệu kỳ Tổng thống Phần Lan

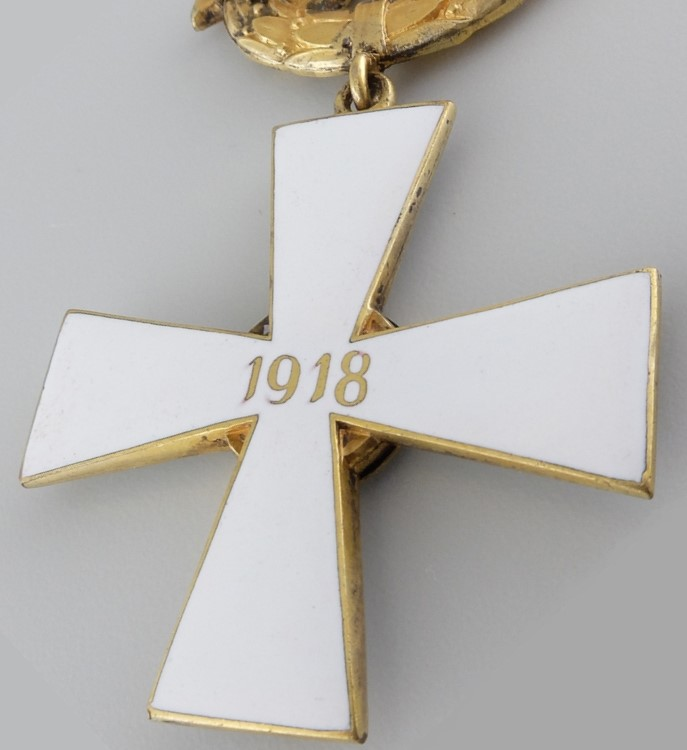
Mặt sau của thân huân chương có ghi năm tặng thưởng

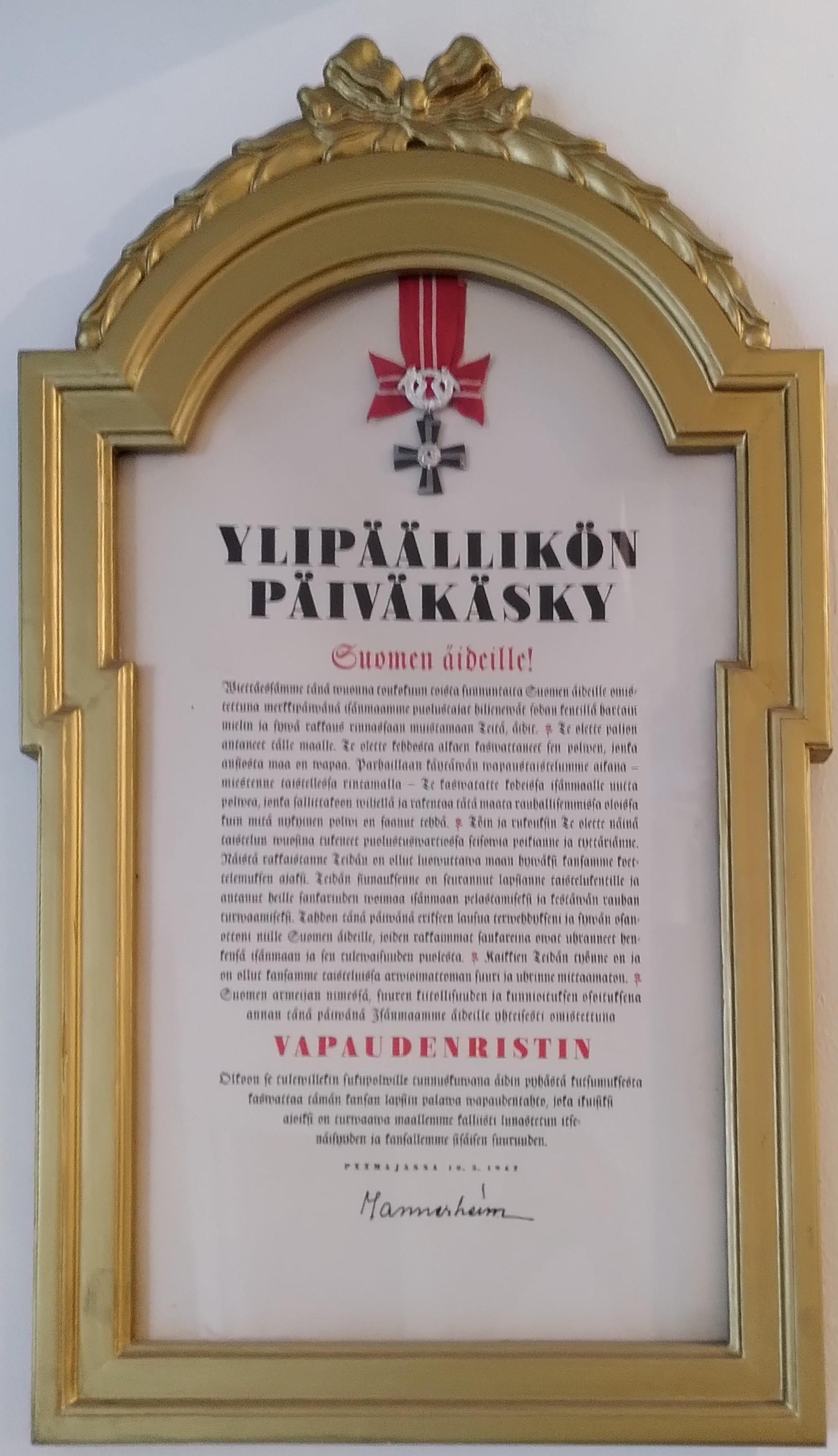
Sắc lệnh số 60 năm 1942 về việc trao Huân chương Chữ thập Tự do hạng tư (VR 4 mk) cho mọi bà mẹ Phần Lan

Huân chương Chữ thập Tự do được chia làm 5 hạng cơ bản:
- Huân chương Chữ thập Tự do hạng Đại thập tự, đi kèm dây quàng chéo bên vai phải có gắn huy chương ở bên trên và một ngôi sao kim loại lớn (VR SR)
- Huân chương Chữ thập Tự do hạng nhất với dây đeo quanh cổ và một ngôi sao kim loại cỡ vừa (VR 1 rtk)
- Huân chương Chữ thập Tự do hạng nhất với dây đeo quanh cổ (VR 1)
- Huân chương Chữ thập Tự do hạng nhì (VR 2)
- Huân chương Chữ thập Tự do hạng ba (VR 3)
- Huân chương Chữ thập Tự do hạng tư (VR 4)

Ngoài ra còn tặng thưởng thêm huy chương dòng Chữ thập Tự do, bao gồm:
- Huy chương Công lao hạng nhất (VR Am 1)
- Huy chương Công lao hạng nhì (VR Am 2)
- Huy chương Tự do hạng nhất (VM 1)
- Huy chương Tự do hạng nhì (VM 2)

Một số huy chương đặc biệt từng được tặng thưởng trong Chiến tranh thế giới thứ hai bao gồm:
- Huy chương Thập tự Mannerheim (trao cho duy nhất một người là Thống tướng, Nam tước Carl Gustaf Emil Mannerheim);[3]
- Huân chương Công lao mạ vàng (trao cho duy nhất một người là Thượng tướng Bộ binh Waldemar Erfurth vào ngày 13 tháng 6 năm 1944);[3]
- Huân chương Thương tiếc dành cho người thân gần nhất của người chiến sĩ tử trận;[4]
- Huy chương Thương tiếc dành cho người thân gần nhất của người tử trận trong khi làm nhiệm vụ phi quân sự trong ngành công nghiệp chiến tranh hoặc nhiệm vụ quốc phòng.[4]

### Huân chương, huy chương dành cho công dân/trong thời bình

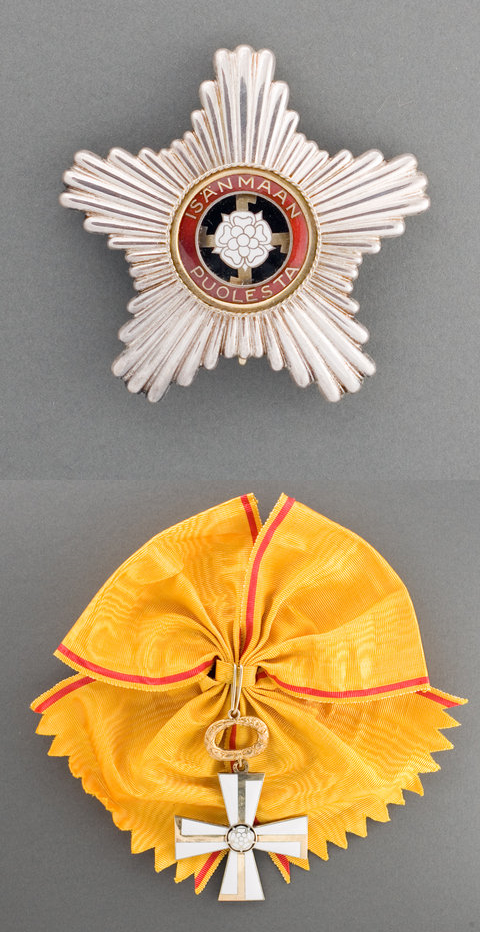
Huy hiệu lớn và huân chương hạng Đại thập tự (VR SR)
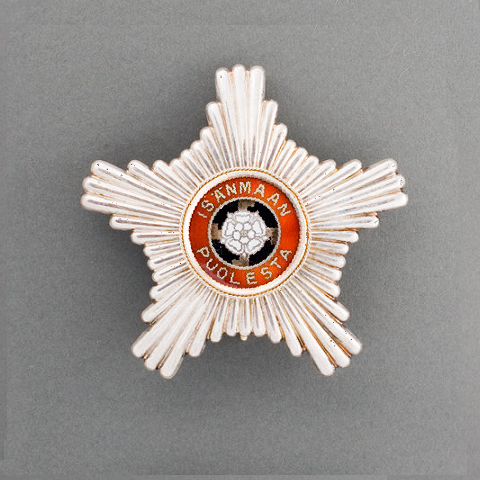
Huy hiệu dành cho huân chương hạng nhất (VR 1 rtk)
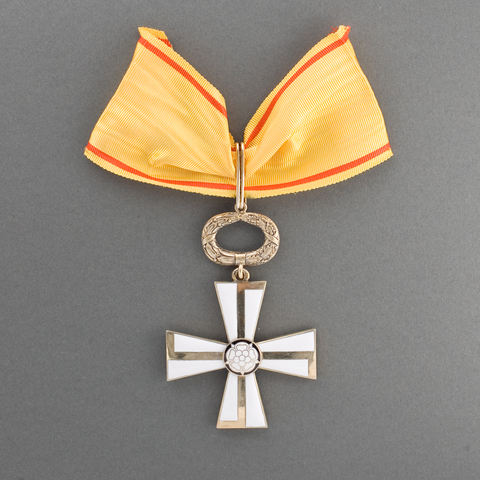
Huân chương hạng nhất (VR 1)
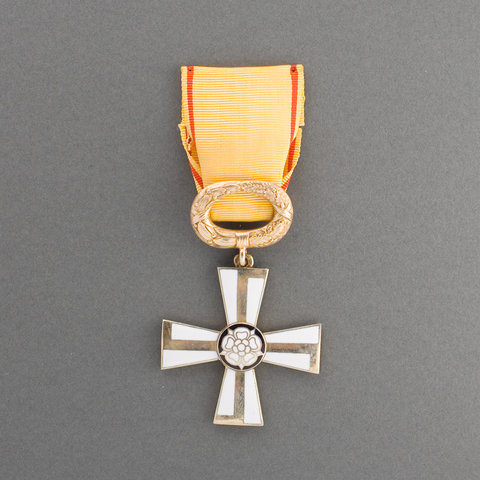
Huân chương hạng nhì (VR 2)
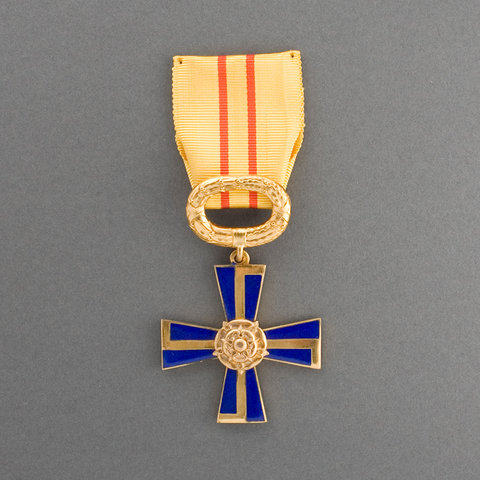
Huân chương hạng ba (VR 3)
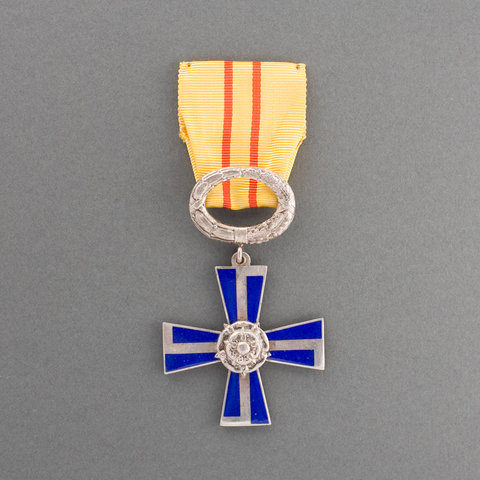
Huân chương hạng tư (VR 4)

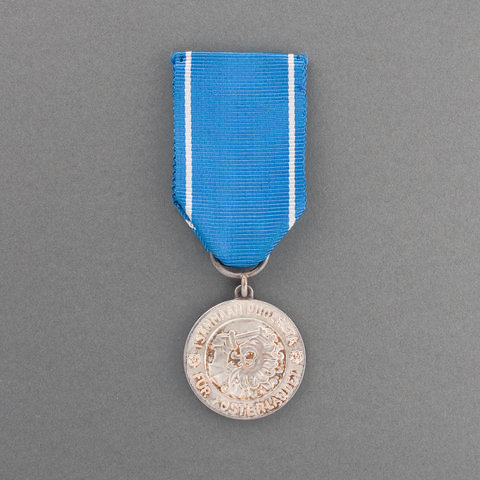
Huy chương Tự do hạng nhất (VM 1)
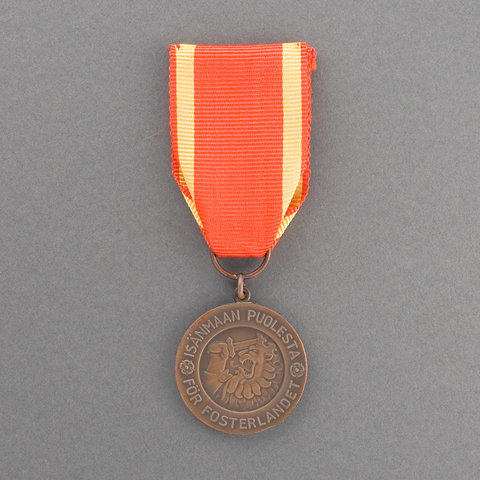
Huy chương Tự do hạng nhì (VM 2)
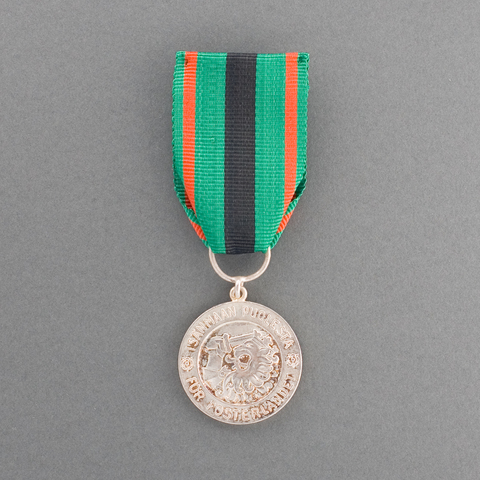
Huy chương Công lao hạng nhất (VR Am 1)
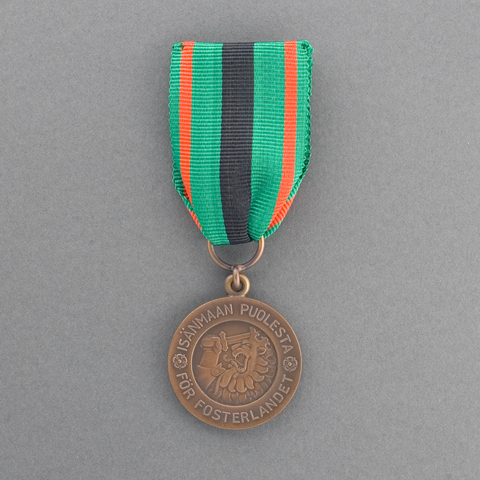
Huy chương Công lao hạng nhì (VR Am 2)

### Huân chương, huy chương dành cho quân nhân/trong thời chiến

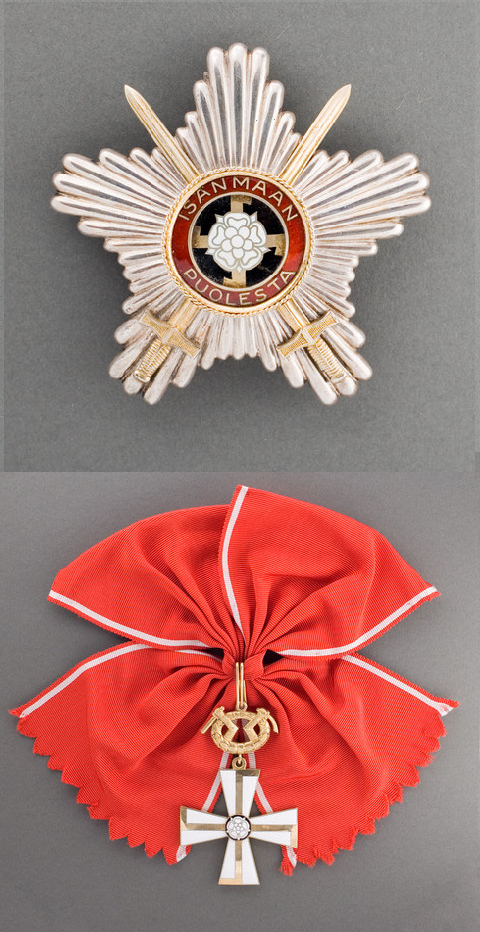
Huy hiệu lớn và huân chương hạng Đại thập tự (VR SR)
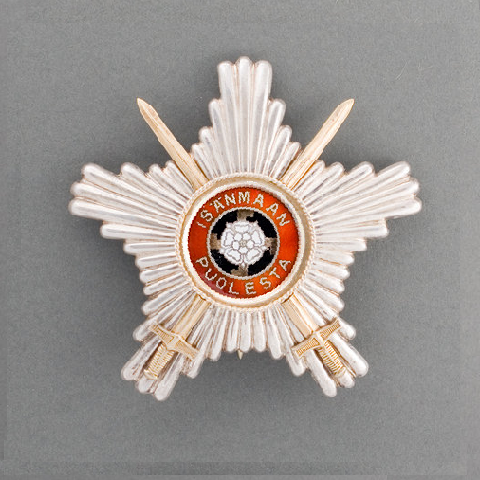
Huy hiệu dành cho huân chương hạng nhất (VR 1 rtk)
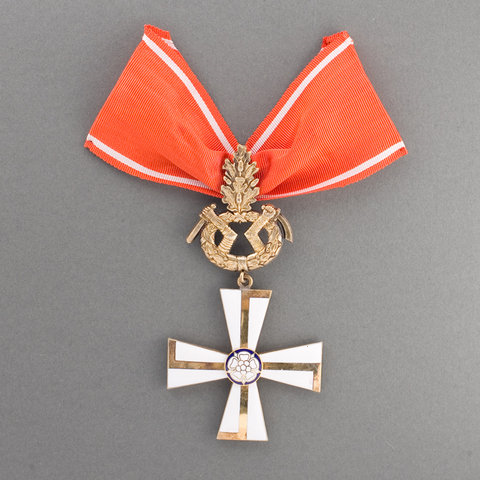
Huân chương hạng nhất có lá sồi (VR 1 mk tlk)
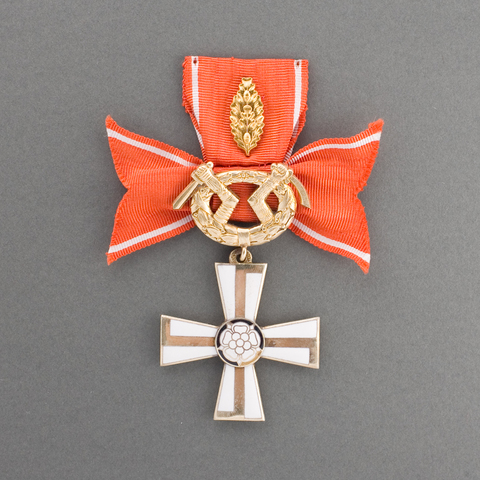
Huân chương hạng nhì có lá sồi (VR 2 mk tlk)
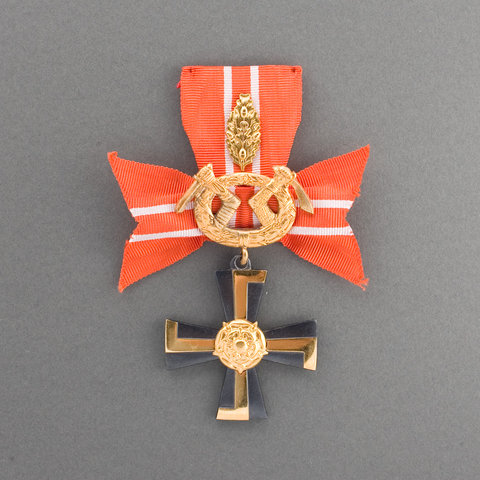
Huân chương hạng ba có lá sồi (VR 3 mk tlk)
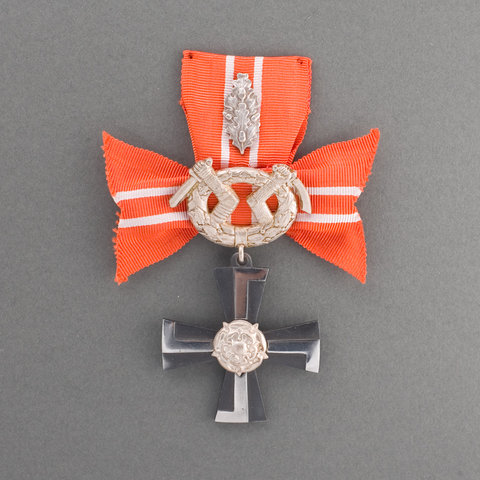
Huân chương hạng tư có lá sồi (VR 4 mk tlk)

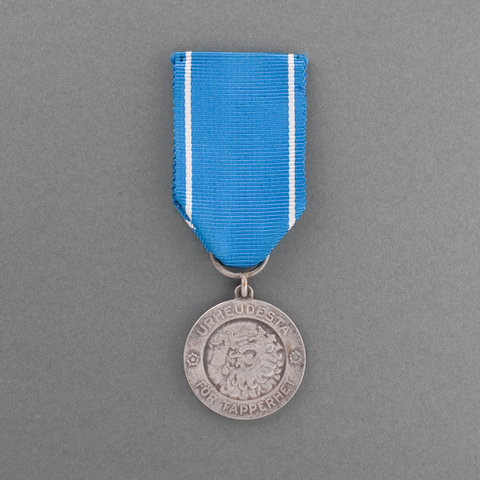
Huy chương Tự do hạng nhất (VM 1)
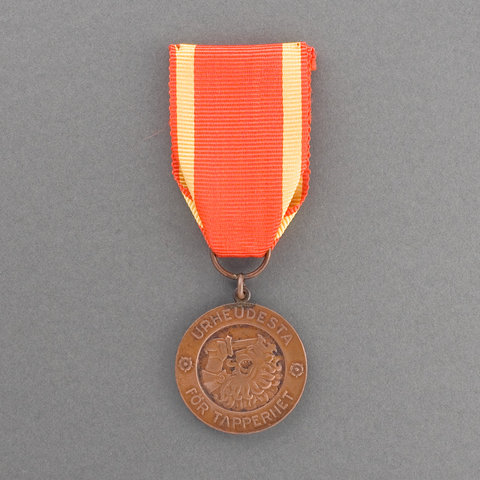
Huy chương Tự do hạng nhì (VM 2)
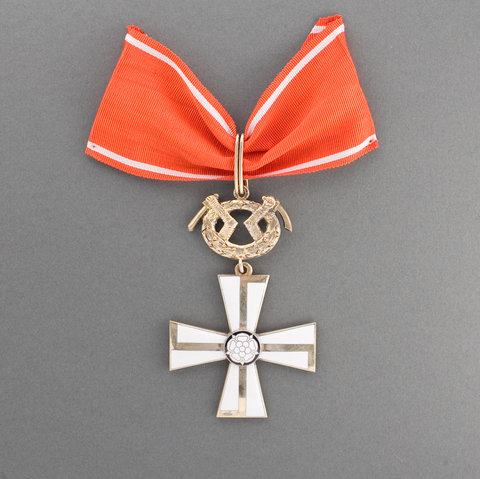
Huân chương hạng nhất (VR 1 mk)
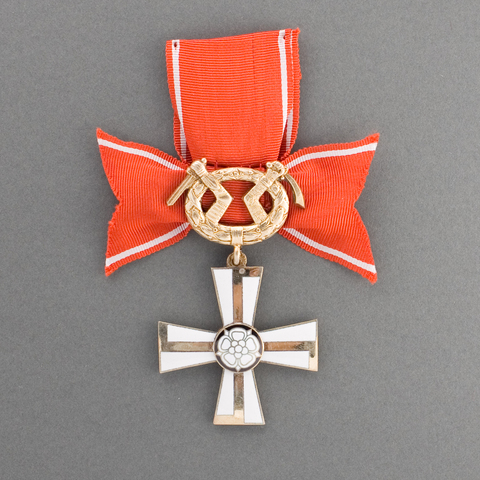
Huân chương hạng nhì (VR 2 mk)
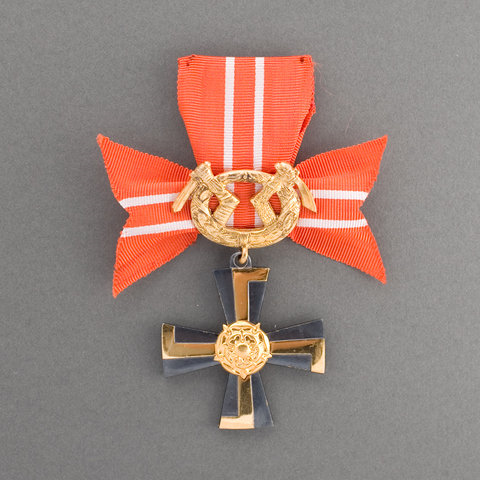
Huân chương hạng ba (VR 3 mk)
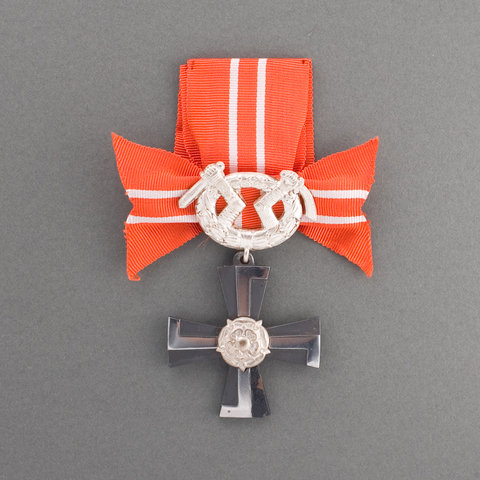
Huân chương hạng tư (VR 4 mk)

### Huân chương khác cùng dòng Chữ thập Tự do

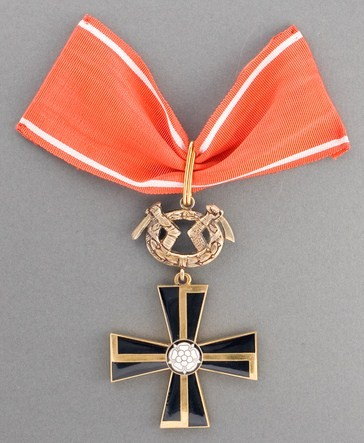
Huân chương Chữ thập Mannerheim hạng nhất
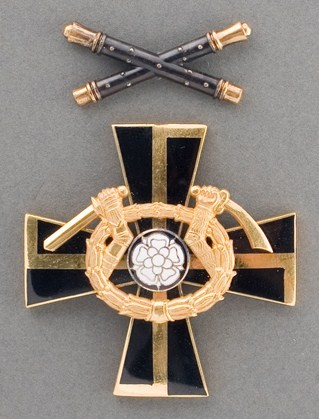
Huân chương Chữ thập Mannerheim hạng nhì
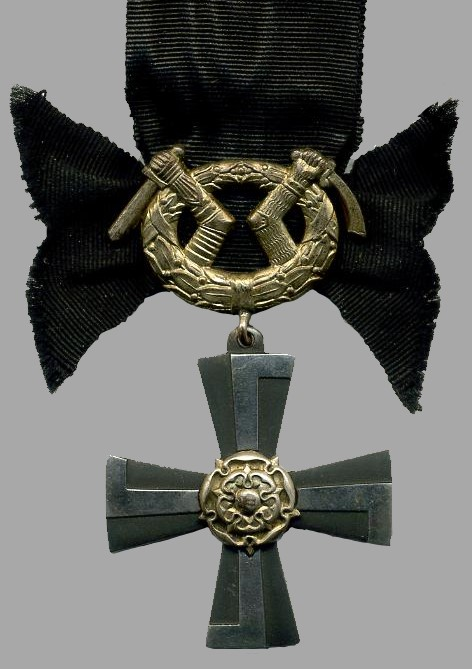
Huân chương Thương tiếc